# Audi Q6
Audi Q6 — позашляховик середнього розміру з трьома рядами сидінь, який Audi виробляє на спільному підприємстві SAIC Audi у Китаї з 2022 року. Він був випущений у липні 2022 року.

## Опис

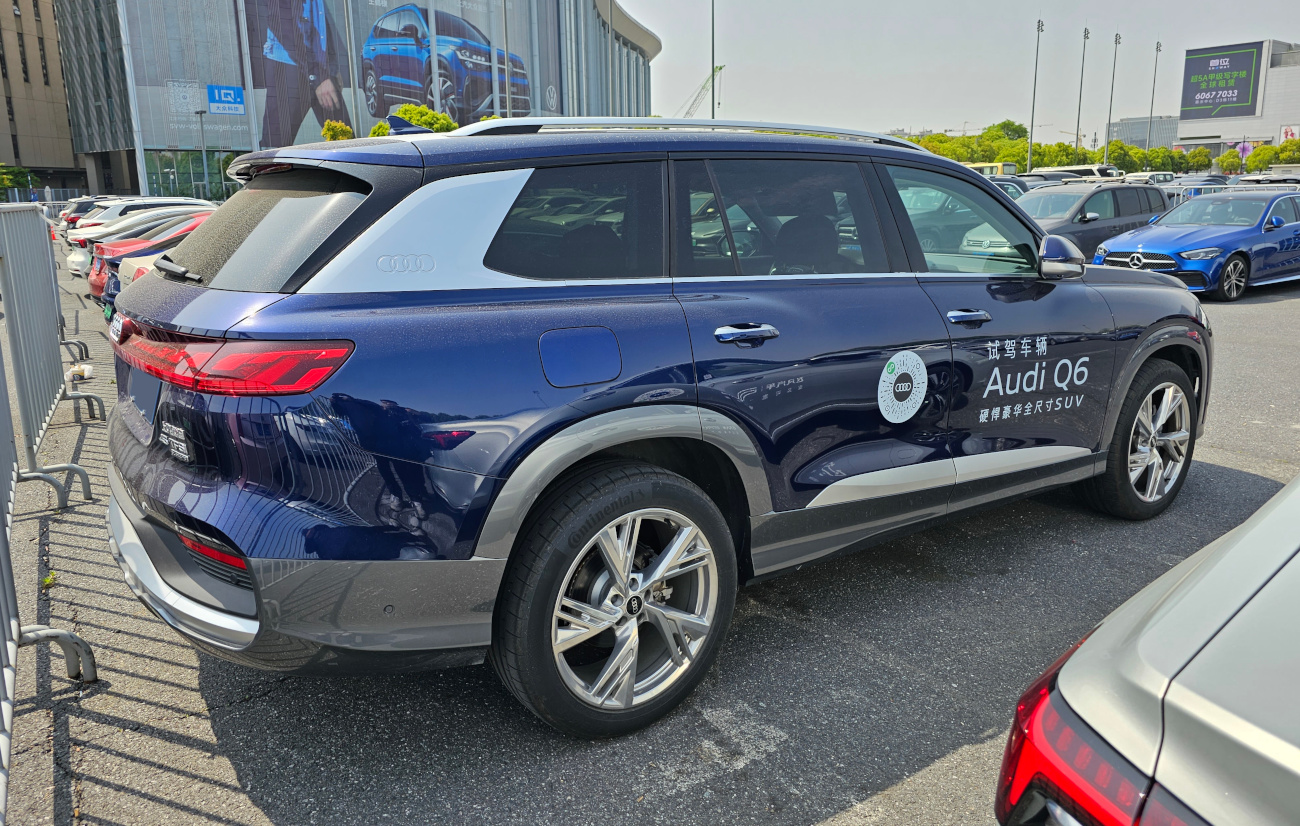

Кросовер має ту саму платформу MQB Evo, що й Volkswagen Talagon і аналогічний по розміру Teramont/Atlas. Незважаючи на те, що це не флагманська модель, це найбільша модель, яку наразі продає Audi, перевершуючи Q7 і Q8 за зовнішніми розмірами. Він механічно не пов’язаний з майбутнім Q6 e-tron.
Автомобіль не має жодного відношення до майбутнього електромобіля Audi Q6 e-tron.

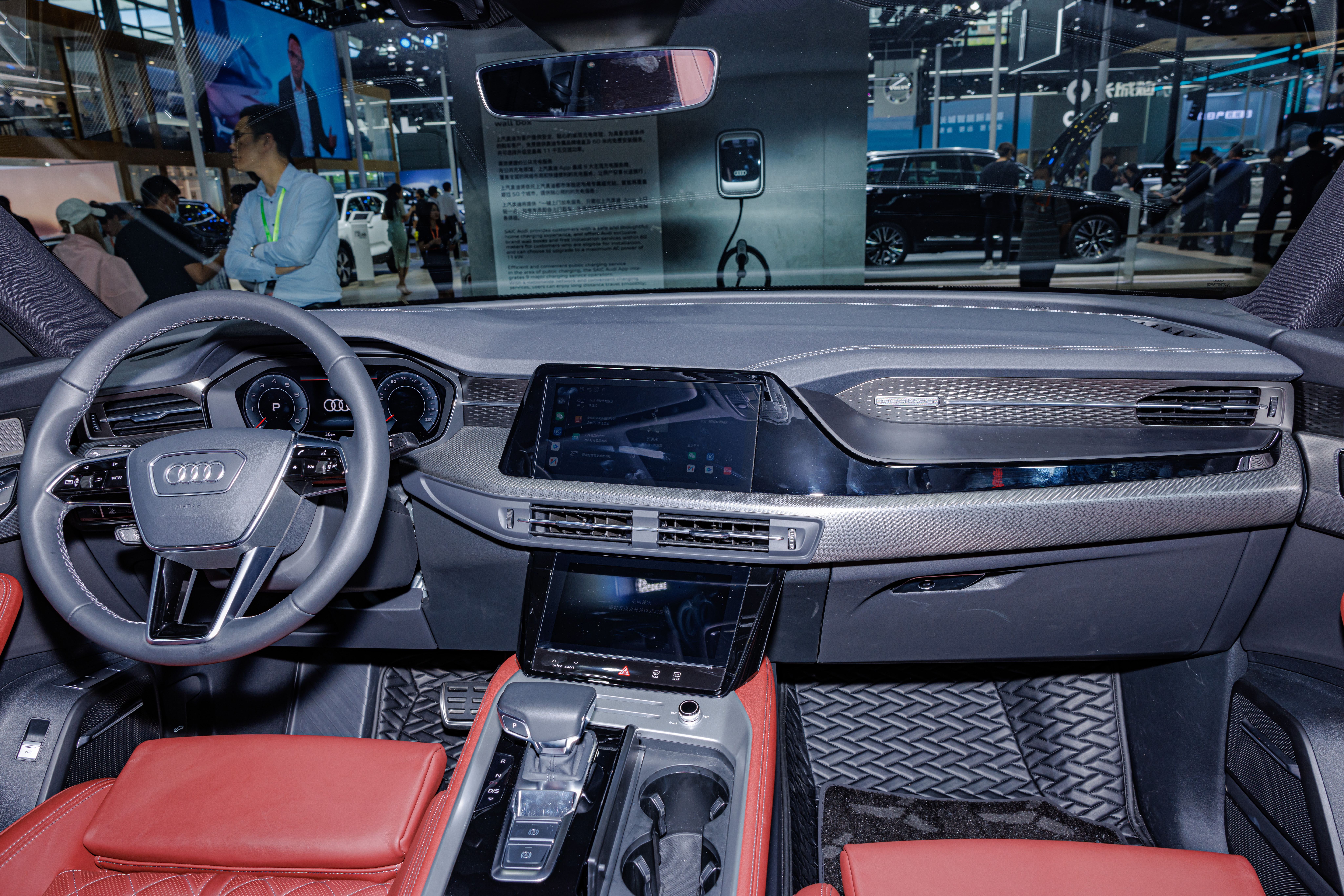

## Двигуни
- 2.0 L EA888 TSI I4 231/265 к.с.
- 2.5 L EA390 VR6 300 к.с.